# Гаральд IV (король Норвегії)
Гаральд IV Гіллі (давньо-ісл. Haraldr gilli або Haraldr gillikristr 1103–1136) — король Норвегії з 1130 до 1136 року. Походив з династії Інглінгів.

## Життєпис
Син Магнуса III, короля Норвегії, та невідомої коханки. Народився напевно в Ірландії. Після смерті батька повернувся до Норвегії й до смерті Сігурда I не втручався у державні справи.
У 1130 році разом з Магнусом IV став співволодарем Норвегії. Деякий час точилась таємна боротьба між цими королями, нарешті у 1134 році спалахнула війна. А вже 9 серпня цього ж року армія Гаральда IV зазнала тяжкої поразки від військ Магнуса IV при Ферльові в сучасній провінції Богуслен. Гаральд втік до Швеції, а Магнус IV став одноосібним королем Норвегії.
Скориставшись тим, що Магнус розпустив свою армію, Гаральд вирішив повернути собі владу. Він зібрав нову армію, отримав допомогу від Еріка II, короля Данії, і раптово вступив до Норвегії. Ця потуга швидко оволоділа значною частиною королівства і вже 7 січня 1135 року захопила Берген. Магнуса IV було взято в полон, осліплено, катовано, відрізано одну ногу та запроторено до монастиря Нідаргольм.
Гаральда IV вбив у місті Берген інший претендент на корону Сігурд Слембе 14 грудня 1136 року.

## Родина
Дружина — Інгрід (1000—1061), донька Рагнвальда I, короля Швеції.
Діти:
- Інге (1135—1161)

Діти від різних коханок:
- Ейнстейн (1125—1157)
- Сігурд (1133—1155)
- Магнус (1135—1145)
- Брігіта (1131—1208), дружина Магнуса II, короля Швеції.
- Марія
- Маргарет